# Margaret M. Davies
Pour les articles homonymes, voir Davies.
Margaret M. Davies est une herpétologiste australienne né en 1944.
Elle travaille à l'Université d'Adelaide sur les anoures australiens.

## Taxons nommés en son honneur
- Litoria daviesae Mahony, Knowles, Foster & Donnellan, 2001
- Uperoleia daviesae Young, Tyler & Kent, 2005

## Quelques Taxons décrits
- Cophixalus zweifeli
- Crinia bilingua
- Crinia nimbus
- Cyclorana vagitus
- Limnodynastes lignarius
- Litoria cavernicola
- Litoria exophthalmia
- Litoria longirostris
- Litoria lorica
- Litoria pallida
- Litoria personata
- Litoria piperata
- Litoria splendida
- Litoria umbonata
- Litoria xanthomera
- Mixophyes hihihorlo
- Neobatrachus aquilonius
- Rheobatrachus vitellinus
- Uperoleia altissima
- Uperoleia arenicola
- Uperoleia aspera
- Uperoleia borealis
- Uperoleia capitulata
- Uperoleia crassa
- Uperoleia fusca
- Uperoleia glandulosa
- Uperoleia inundata
- Uperoleia lithomoda
- Uperoleia littlejohni
- Uperoleia martini
- Uperoleia micromeles
- Uperoleia mimula
- Uperoleia minima
- Uperoleia talpa
- Uperoleia trachyderma
- Uperoleia tyleri